# Kolejowe Zakłady Łączności
Kolejowe Zakłady Łączności sp. z o.o. – przedsiębiorstwo kolejowe należące do Grupy PKP (Polskie Koleje Państwowe) z siedzibą w Bydgoszczy. Kolejowe Zakłady Łączności są polskim producentem i dostawcą systemów do obsługi komunikacji kolejowej i pozakolejowej oraz systemów poboru opłat. Firma oferuje między innymi systemy informacji pasażerskiej, systemy łączności kolejowej, systemy monitoringu, systemy biletowe i stacje ładowania pojazdów elektrycznych

## Historia
Kolejowe Zakłady Łączności powstały w Bydgoszczy w 1852 roku jako Warsztaty Elektrotechniczne (Telegraphen Werkstatt) przy obecnym dworcu głównym Bydgoszcz Główna. Historia Zakładów związana jest z Królewsko-Pruską Dyrekcją Kolei Wschodniej w Bydgoszczy. Warsztaty wykonywały wówczas prace remontowe napowietrznych linii telekomunikacyjnych oraz sprzętu telefonicznego i telegraficznego. Do zadań Zakładu należało utrzymanie nowo budowanych linii na terenie Prus.
W dwudziestoleciu międzywojennym przedsiębiorstwo przekształcono w Warsztaty Telegraficzne, a od 1927 w Warsztaty Sygnałowe w Bydgoszczy, gdyż rozszerzyły one działalność o remonty urządzeń sygnalizacyjnych dla ruchu kolejowego. W 1928 zatrudniały 135 pracowników, a w okresie wielkiego kryzysu zatrudnienie zredukowano do 59 osób, w tym 10 pracowników umysłowych.

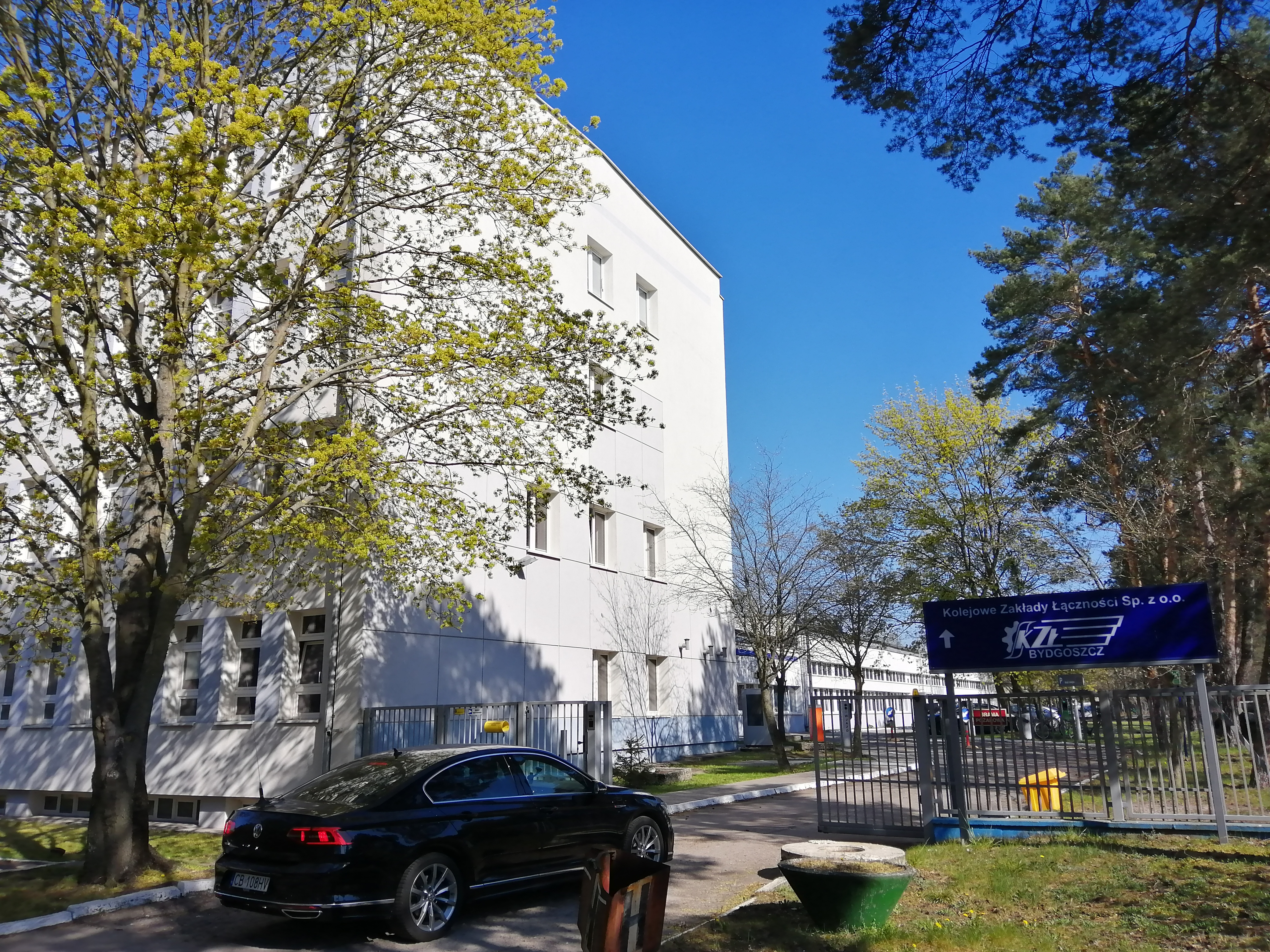
wjazd do KZŁ

Po II wojnie światowej zakłady stały się jedynym w Polsce przedsiębiorstwem należącym do resortu kolei zajmującym się produkcją specjalistycznych urządzeń łączności kolejowej, oraz instalacją i uruchamianiem na terenie całej PKP automatycznych central telegraficznych i urządzeń telegrafii wielokrotnej. Nosiły wtedy nazwę PKP Warsztaty Elektroniczne, a od 1950 roku – PKP Kolejowe Zakłady Łączności w Bydgoszczy. Dynamiczny rozwój Zakładów nastąpił w latach 1960–1970. Wówczas Zakłady zostały uznane przez Ministerstwo Komunikacji jako główne zaplecze rozwojowe dla PKP w zakresie urządzeń łączności i obsługi podróżnych. W latach 70. zbudowano nową siedzibę przedsiębiorstwa przy ul. Ludwikowo oraz unowocześniono park maszynowy. W 1981 zakłady zatrudniały 650 osób i były wówczas jedynym w Ministerstwie Komunikacji dostawcą kolejowych automatycznych central telefonicznych i telegraficznych, traktów telefonii i telegrafii wielokrotnej, a także producentem automatów biletowych i urządzeń łączności kolejowej.
W roku 1996 Zakłady zostały przekształcone w spółkę prawa handlowego.
W 2009 otrzymały nagrodę im. Ernesta Malinowskiego za system informacji pasażerskiej oparty na tablicach LCD.
W styczniu 2013 PKP Informatyka nabyła pakiet 100% udziałów KZŁ od PKP i zostały włączone do Grupy PKP Informatyka.

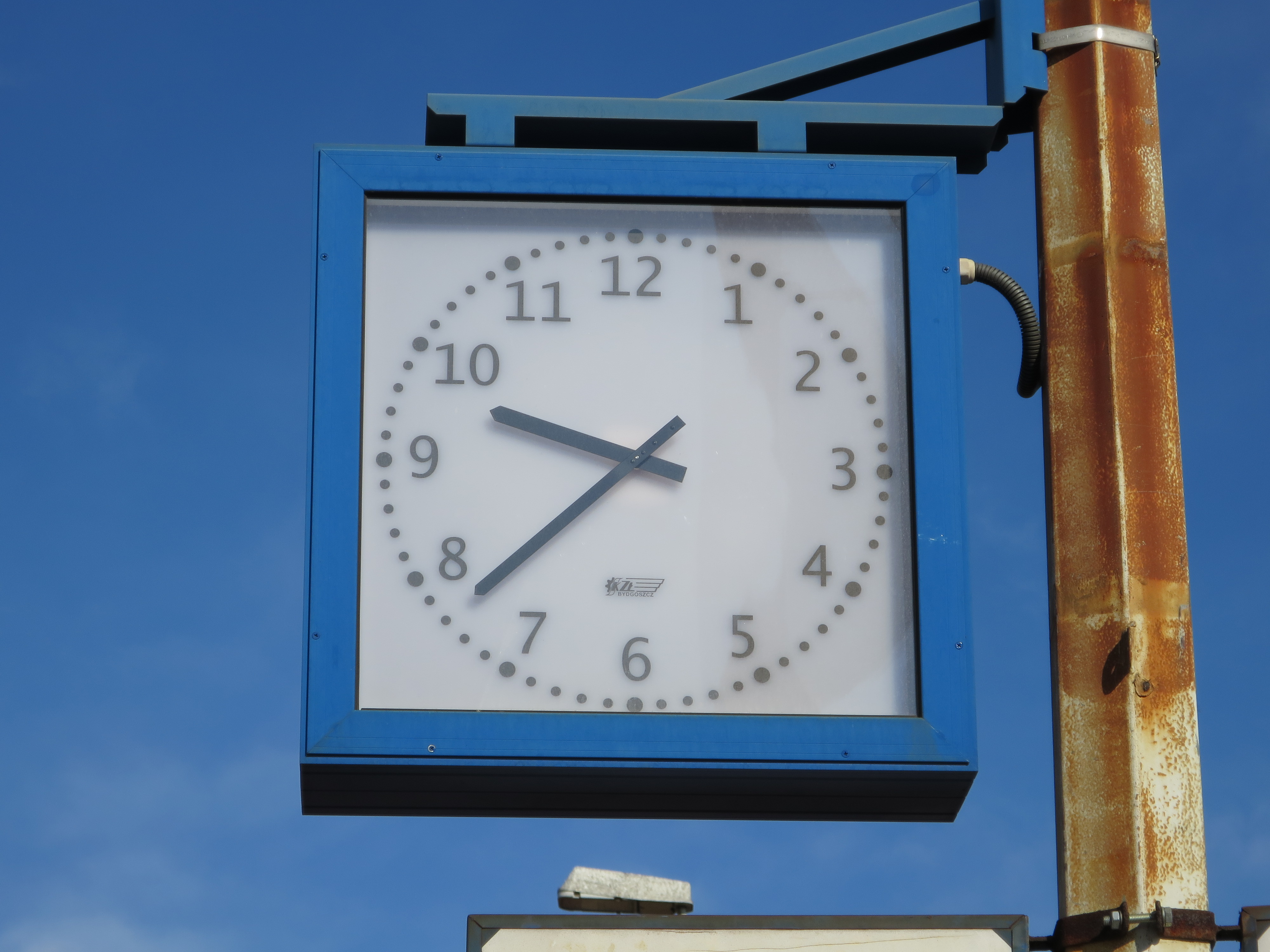
Zegar KZŁ na stacji Wrocław Osobowice

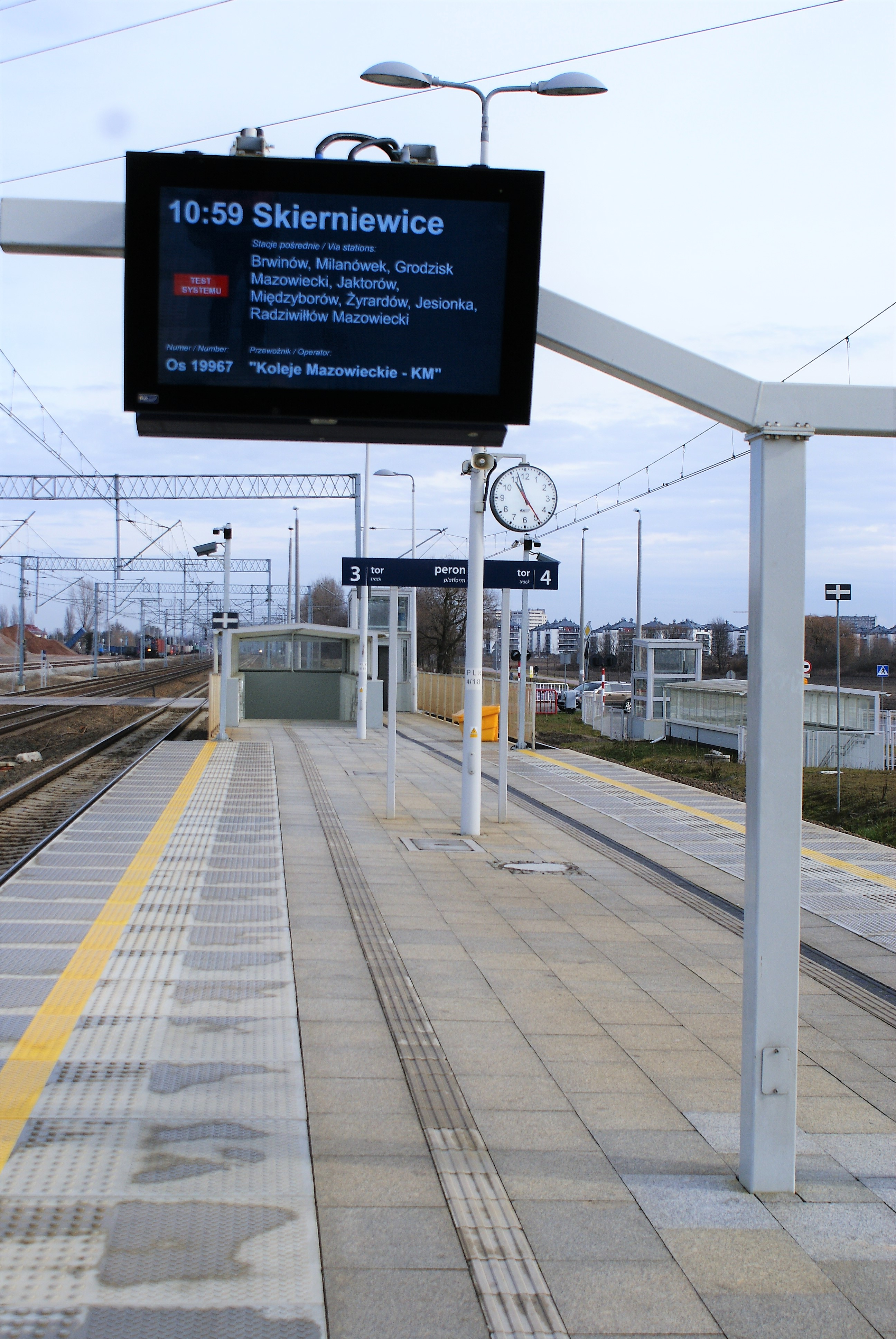
Wyświetlacz krawędziowy KZŁ na stacji Parzniew

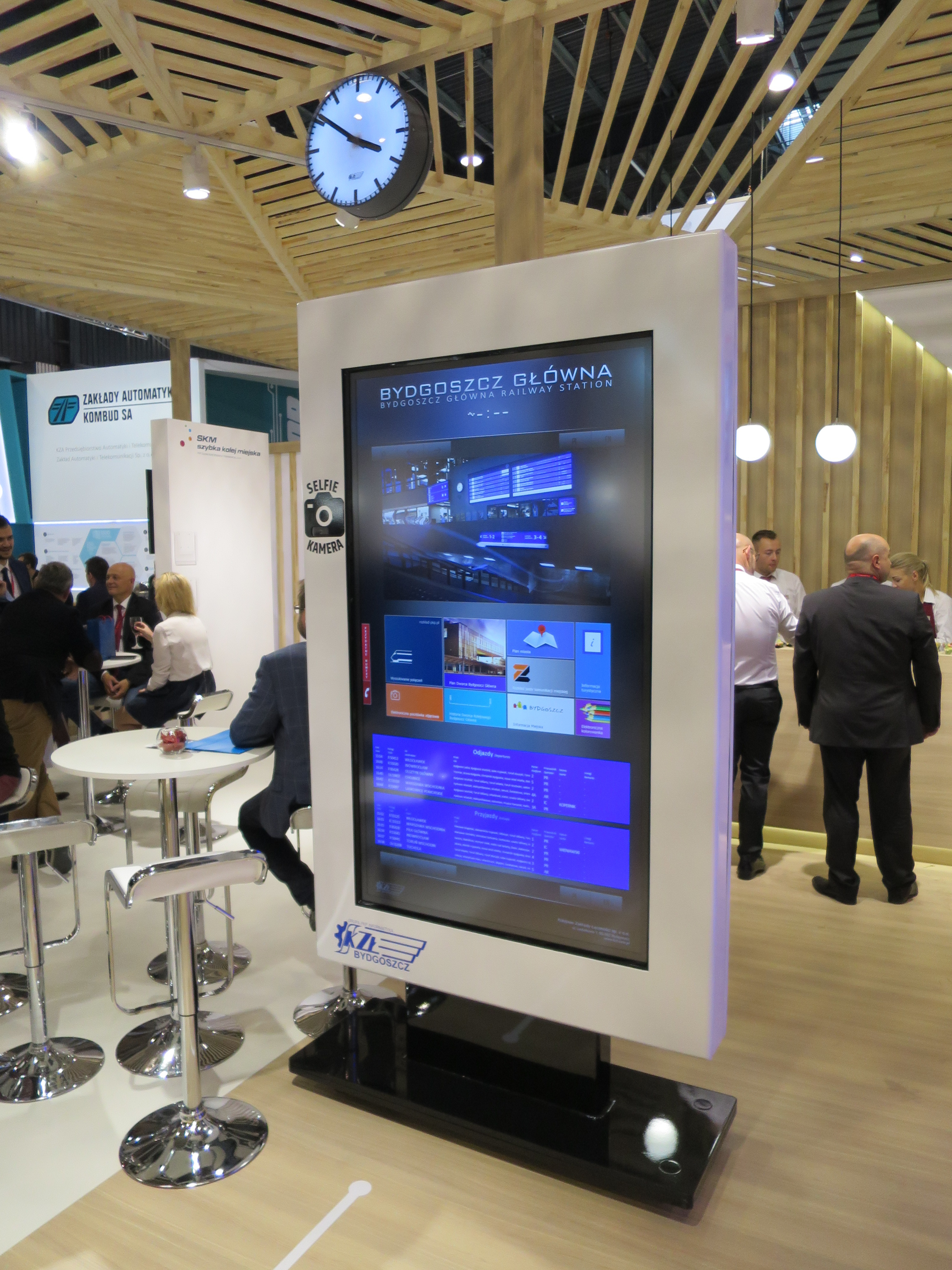
Infokiosk dynamicznej informacji pasażerskiej KZŁ

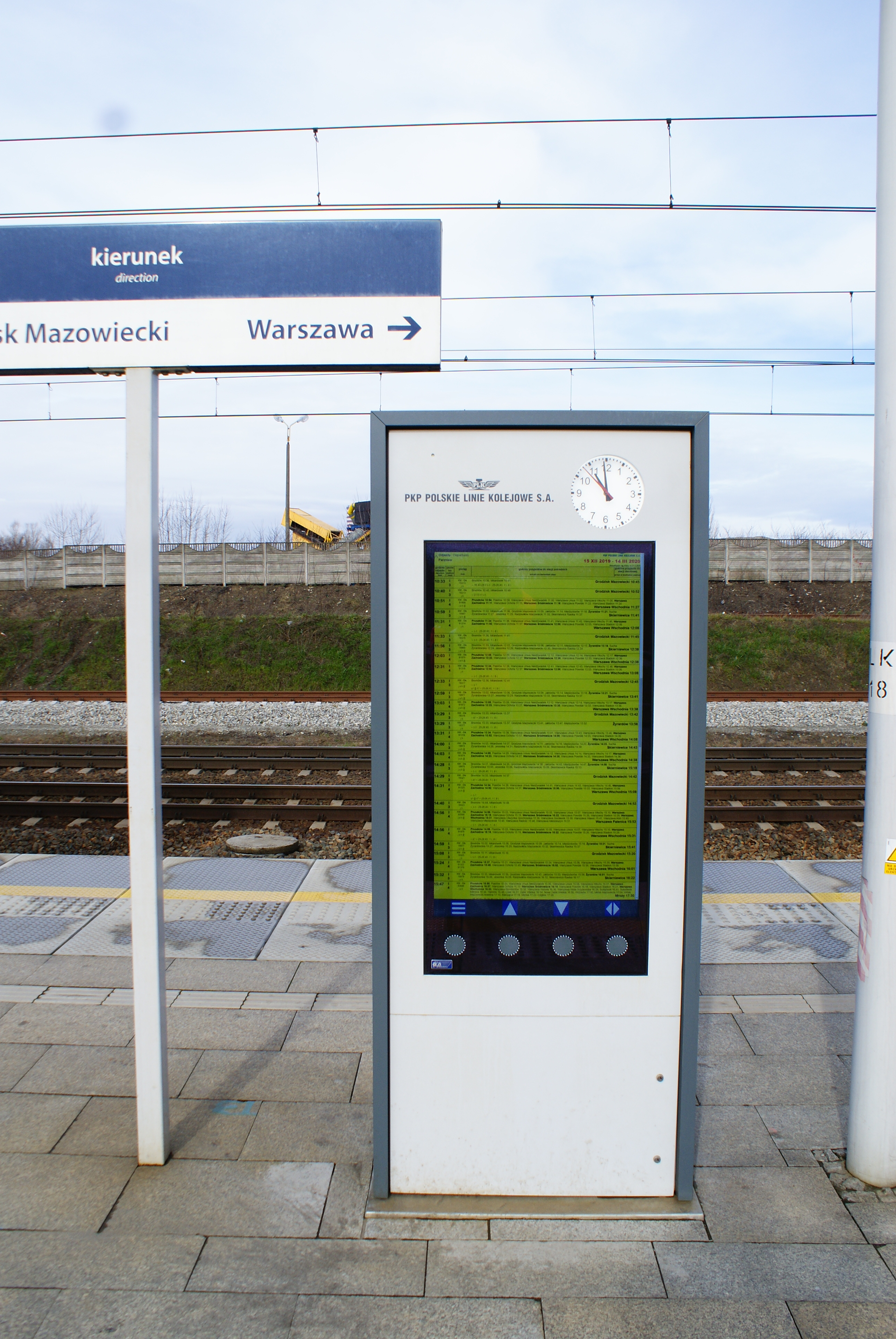
Wyświetlacz informacyjny Odjazy/Przyjazdy KZŁ

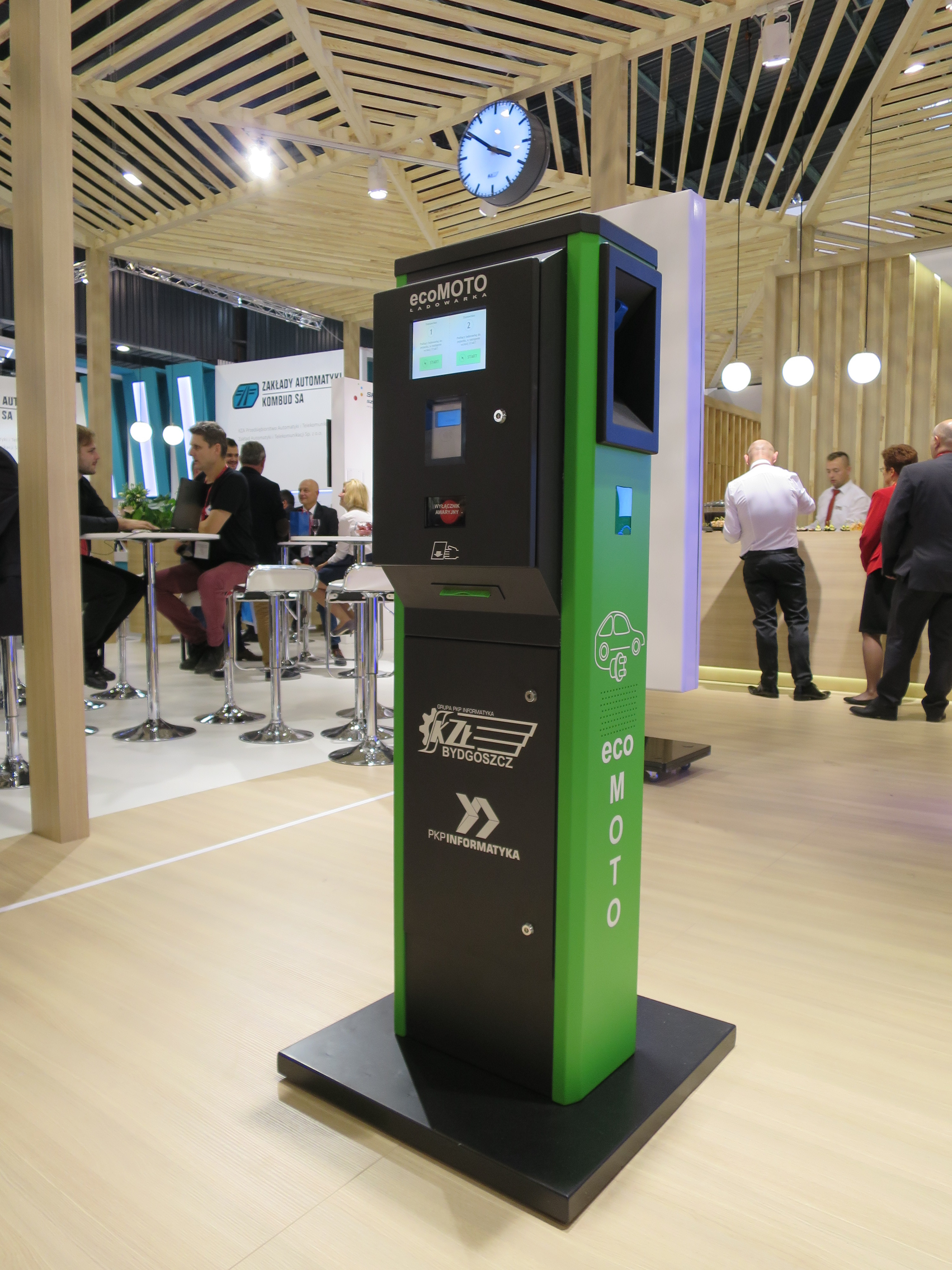
EcoMOTO ładowarka samochodów elektrycznych KZŁ

## Stan obecny
Obecnie Kolejowe Zakłady Łączności sp. z o.o. wchodzą w skład grupy kapitałowej Polskich Kolei Państwowych.
System Dynamicznej Informacji Pasażerskiej
Większość polskich dworców kolejowych wyposażona jest w system tablic informacyjnych KZŁ.
Kolejowe Zakłady Łączności sp. z o.o. jako pierwsza firma w Polsce przygotowała i zainstalowała urządzenia dynamicznej informacji pasażerskiej zgodnie z najnowszymi wytycznymi PKP Polskich Linii Kolejowych S.A. wskazanymi w instrukcji Ipi-6. Pierwsza instalacja miała miejsce na linii kolejowej 447 Grodzisk Mazowiecki – Warszawa Włochy w marcu 2020 r. KZŁ Bydgoszcz są pierwszym dostawcą urządzeń funkcjonujących w środowisku Centralnej Aplikacji Dynamicznej Informacji Pasażerskiej zarządzanej przez narodowego zarządcę sieci kolejowej – PKP PLK S.A.. Wcześniej w grudniu 2018 r. firma zainstalowała tablice na linii obwodowej w Warszawie.
Informacje wyświetlane są zgodnie z wymogami interoperacyjności (TSI) zawartymi w rozporządzeniu Komisji Europejskiej. Zastosowane wyświetlacze wyróżniają się wysoką jasnością, kontrastem i rozdzielczością, co sprawia, że informacja jest czytelna nawet w najbardziej słoneczne dni.
Tablice produkowane przez firmę są zgodnie z najnowszymi wytycznymi polskiego zarządcy sieci kolejowej. Oznacza to, że spełniają bardzo wysokie wymagania odporności na trudne warunki atmosferyczne, kompatybilności elektromagnetycznej oraz wydajności. Urządzenia te były wielokrotnie badane w specjalistycznych laboratoriach m.in. pod względem odporności na akty wandalizmu, szczelności i zakłóceń elektromagnetycznych oraz w komorach klimatycznych. Środowisko pracy tych urządzeń jest bowiem bardzo trudne. Oprócz wszechobecnego pyłu kolejowego urządzenia narażone są na skrajne warunki atmosferyczne, w tym bezpośrednie nasłonecznienie oraz zakłócenia pochodzące z pobliskiej trakcji elektrycznej i elektrowozów.
System Łączności Kolejowej
Domeną Kolejowych Zakładów Łączności jest system łączności kolejowej na kolei w postaci SLK – systemu łączności dyspozytorskiej. Jest to zaawansowany technologicznie system zapewniający pełną łączność w obrębie lokalnego centrum sterowania (LCS). System zapewnia bezpieczną łączność pomiędzy posterunkami. SLK to znany i ceniony przez kolejarzy system dyspozytorski, gwarantujący pewną i bezpieczną komunikację. Wiele razy sprawdził się w trudnych warunkach pracy i przekazywał informację oraz dane w sytuacjach wyjątkowych jak zdarzenia na szlaku i katastrofy kolejowe. Obecnie Spółka finalizuje prace nad kolejną generacją tego sprawdzonego systemu.
System Monitoringu Obiektów Kolejowych
Kolejowe Zakłady Łączności sp. z o.o. posiadają dopuszczenie do stosowania na liniach kolejowych własnego Systemu Monitoringu Obiektów Kolejowych (SMOK) na przejazdach kolejowo-drogowych kategorii B, zaś dla kategorii A są w trakcie finalizowania.
System Poboru Opłat
Kolejowe Zakłady Łączności to także najstarszy producent automatów biletowych w Polsce. W tej dziedzinie KZŁ dostarczają przede wszystkim mobilne automaty biletowe do pociągów. Biletomaty mobilne sprzedają bilety na pokładach pociągów Łódzkiej Kolei Aglomeracyjnej oraz Kolei Wielkopolskich.
Na bazie doświadczeń z budowy biletomatów, firma wprowadziła na rynek parkomaty instalując je po raz pierwszy w 2003 r. w Wejherowie i Rybniku. Obecnie parkomaty funkcjonują w kilkunastu strefach płatnego parkowania w Polsce.
Stacje Ładowania Pojazdów Elektrycznych
W 2017 r. Spółka wprowadziła na rynek stacje ładowania pojazdów elektrycznych. Urządzenia pod nazwą ecoMOTO funkcjonują już przy kilku największych polskich dworcach kolejowych (Bydgoszcz Główna, Gdynia Główna, Katowice Główne, Katowice Ligota, Częstochowa, Gliwice, Wrocław Główny, Opole Główne). Urządzenia są odpowiedzią na potrzeby związane z rozwojem elektromobilności w Polsce i na świecie. Oprócz stacji ładowania stacjonarnych, ładujących prądem przemiennym o mocy 22kW, firma dostarcza również stacje ładowania naścienne o nazwie ecoMOTOhome dedykowane do instalacji w garażach czy parkingach podziemnych.

## Nagrody i wyróżnienia
Produkty firmy uzyskały liczne nagrody i wyróżnienia.
- 2019 Medal Prezesa SEP za stację ładowania
- 2019 Złoty Medal Akademii Polskiego Sukcesu za stację ładowania ecoMOTO
- 2019 Firma Roku 2019
- 2018 Eko-Inspiracja 2017 za stację ładowania ecoMOTO
- 2018 Tytuł Promotora Polskiej Gospodarki Fundacji Teraz Polska
- 2018 Wyróżnienie w konkursie Pracodawca Pomorza i Kujaw 2017
- 2017 Srebrne oznaczenie EcoVadis
- 2017 Główna nagroda w konkursie Pracodawca Pomorza i Kujaw 2016
- 2017 Diament Forbes’a za dynamiczny wzrost wartości
- 2016 Gazela Biznesu za wyniki finansowe firmy
- 2016 Srebrne oznaczenie EcoVadis
- 2016 Diament Forbes’a za dynamiczny wzrost wartości
- 2015 Teraz Polska za rodzinę parkomatów Locomat[6]
- 2015 Nagroda Główna NET. Developer Days
- 2014 Jakość Roku 2014 za kiosk pocztowy KN1800
- 2014 Nagroda Główna NET. Developer Days
- 2012 Medal Kazimierza Wielkiego
- 2012 Medal Prezydenta Miasta Bydgoszczy
- 2012 Najwyższa Jakość QI za automat biletowy
- 2012 Wyróżnienie targów Transexpo za automat biletowy
- 2012 Rynkowy Lider Innowacji – nagroda Dziennika Gazeta Prawna
- 2011 Lider Transportu Szynowego
- 2010 Jakość Roku 2010 za automat biletowy LOCOMAT S300i
- 2010 Medal targów Silesia Rail za automat biletowy
- 2009 Nagroda im. Ernesta Malinowskiego za System Informacji Pasażerskiej oparty na tablicach LCD
- 2005 Wyróżnienie specjalne Kongresu Technologicznego za automat biletowy
- 2002 Nagroda główna na wystawie Elektrotrakcja za System Łączności Kolejowej SLK
- 2001 Nagroda główna targów Trako za Centrum Sterowania Błonie
- 1998 Wyróżnienie targów Kolej za automat biletowy
- 1998 Dyplom targów Reklama i Informacja za system informacji pasażerskiej
- 1997 Grand Prix targów Kolej za system łączności dyspozytorskiej i system informacji podróżnych